# Dąb Napoleona (powiat słupski)
Dąb Napoleona – dąb szypułkowy (Quercus robur) położony w Polsce, w województwie pomorskim, w powiecie słupskim, w gminie Dębnica Kaszubska, w obrębie ewidencyjnym Jawory, około 500 m na południe od zabudowań osady Maleniec. Został ustanowiony pomnikiem przyrody Uchwałą nr XV/79/2008 Rady Gminy Dębnica Kaszubska z dnia 14 lutego 2008 r. w sprawie ustanowienia pomników przyrody. Mierzy około 26 m wysokości i 680 cm w obwodzie, przy pierśnicy około 220 cm. W roku objęcia ochroną wiek drzewa szacowano na około 450 lat.
Dąb rośnie w otulinie Parku Krajobrazowego „Dolina Słupi”. Według regionalizacji przyrodniczo-leśnej jest położony w obszarze mezoregionu Wysoczyzna Polanowska i w obszarze mezoregionu Wysoczyzna Polanowska według regionalizacji fizycznogeograficznej.
Nadzór nad pomnikiem przyrody sprawuje Nadleśnictwa Łupawa, na gruntach którego rośnie, w obszarze leśnictwa Nożyno.
„Dąb Napoleona” jest jedną z atrakcji ścieżki przyrodniczo-historycznej „Słonecznikowym Traktem I”.